# لارس کلینگبایل
لارس کلینگبایل ([ˈlaʁs ˈklɪŋbaɪl] متولد ۲۳ فوریه ۱۹۷۸) سیاستمدار آلمانی از حزب سوسیال دموکرات (SPD) است که از ۶ مه ۲۰۲۵ به عنوان معاون صدراعظم آلمان و وزیر دارایی فدرال خدمت می‌کند. او از سال ۲۰۲۱ به همراه ساسکیا اسکن به عنوان رهبر مشترک حزب سوسیال دموکرات خدمت کرده است.
پیش از این، کلینگبایل از دسامبر ۲۰۱۷ تا دسامبر ۲۰۲۱ دبیرکل حزب سوسیال دموکرات بود. او از سال ۲۰۰۱ عضو شورای شهر مونستر و عضو شورای ناحیه هیده بوده است. او در سال ۲۰۰۵ حدود نه ماه نماینده مجلس فدرال (بوندستاگ) بود و در انتخابات فدرال ۲۰۰۹ دوباره عضو این مجلس بوده است. از سال ۲۰۰۳ تا ۲۰۰۷، کلینگبایل معاون رهبر ژوسوس، شاخه جوانان حزب سوسیال دموکرات، بود. کلینگبایل عضو حلقه سیهایم، جناح راست‌گراتر حزب سوسیال دموکرات است که شباهت‌های زیادی با حزب کارگر جدید تونی بلر دارد.

## اوایل زندگی و تحصیلات
کلینگبایل، فرزند یک سرباز، در خانواده‌ای از طبقه کارگر در سولتائو به دنیا آمد.
کلینگبایل پس از فارغ‌التحصیلی از مدرسه با مدرک دیپلم در مونستر و تکمیل خدمت سربازی جایگزین، در سال ۱۹۹۹ تحصیل در رشته علوم سیاسی را در دانشگاه لایب‌نیتس هانوفر آغاز کرد و در سال ۲۰۰۴ با مدرک کارشناسی ارشد فارغ‌التحصیل شد. از سال ۲۰۰۱ تا ۲۰۰۴ او بورسیه تحصیلی از بنیاد فریدریش ابرت (FES) دریافت کرد؛ در سال ۲۰۰۱، او دوره کارآموزی خود را در دفتر نیویورک این بنیاد به پایان رساند و شاهد حملات ۱۱ سپتامبر بود.

## حرفه سیاسی
کلینگبایل در دوران دانشگاه، در دفاتر حوزه انتخابیه صدراعظم گرهارد شرودر و هاینو ویز کار می‌کرد. او از سال ۲۰۰۱ تا ۲۰۰۳ پس از پایان تحصیلاتش، به عنوان مشاور آموزش جوانان برای حزب سوسیال دموکرات در نوردراین-وستفالن مشغول به کار شد.

### عضو پارلمان
از ۲۴ ژانویه ۲۰۰۵ تا ۱۸ اکتبر ۲۰۰۵، کلینگبایل پس از استعفای یان-پیتر یانسن، نماینده مجلس فدرال بود. در طول این نه ماه، کلینگبایل عضو کمیته امور اروپا، کمیته بهداشت و معاون کمیته دفاع مجلس فدرال (بوندستاگ) بود.
کلینگبایل پس از انتخابات ملی ۲۰۰۵ از سمت خود کناره‌گیری کرد و به عنوان رئیس دفتر گرلت دوین، رئیس حزب سوسیال دموکرات در نیدرزاکسن، مشغول به کار شد. علاوه بر این، کلینگبایل از سال ۲۰۰۴ تا ۲۰۰۷ عضو کمیسیون بین‌المللی رهبری حزب سوسیال دموکرات بود و از سال ۲۰۰۶ معاون رهبر حزب سوسیال دموکرات در شورای منطقه‌ای زولتائو-فالینگ‌بوستل بوده است.
او در انتخابات فدرال ۲۰۰۹ در حوزه انتخابیه روتنبرگ ۱ – سولتاو فالینگبوستل شرکت کرد، با این حال، او با ۳۵٫۲ درصد آرا در مقابل نامزد حزب دموکرات مسیحی، راینهارد گریندل که ۴۰٫۲ درصد آرا را به دست آورده بود، شکست خورد. او موفق شد به عنوان نماینده حزب لیست از ایالت نیدرزاکسن وارد مجلس فدرال شود.
کلینگبایل از سال ۲۰۰۹ عضو کمیته دفاع و همچنین معاون عضو کمیته امور فرهنگی و رسانه بوده است. از سال ۲۰۱۳، او همچنین رهبری گروه نمایندگان پارلمانی حزب سوسیال دموکرات از ایالت نیدرزاکسن در مجلس فدرال را بر عهده داشته است که دومین هیئت بزرگ در گروه پارلمانی حزب سوسیال دموکرات است. او علاوه بر وظایف کمیته‌ای خود، از سال ۲۰۱۰ تا ۲۰۱۳ به عنوان نایب رئیس گروه دوستی پارلمانی آلمان و روسیه خدمت کرد.
کلینگبایل در انتخابات ۲۰۱۷ موفق شد با کسب ۴۱٫۲ درصد آرا، در حوزه انتخابیه روتنبرگ اول – هایدکریس پیروز شود. او در انتخابات فدرال آلمان ۲۰۲۱ نیز از همین حوزه انتخابیه رقابت کرد.

### دبیرکل حزب سوسیال دموکرات
در ۱۹ اکتبر ۲۰۱۷، مارتین شولتز، رئیس حزب سوسیال دموکرات، کلینگبایل را به عنوان دبیرکل معرفی کرد. او در ۸ دسامبر ۲۰۱۷ با ۷۰٫۶۲ درصد آرا در کنفرانس حزب سوسیال دموکرات در برلین تأیید شد و جانشین هوبرتوس هایل شد که پس از شکست فاجعه‌بار حزب سوسیال دموکرات در انتخابات ۲۰۱۷ استعفای خود را اعلام کرده بود. در مذاکرات برای تشکیل کابینه چهارم تحت رهبری آنگلا مرکل، صدراعظم آلمان پس از انتخابات، او بخشی از تیم رهبری هیئت حزب خود بود. او همچنین در کنار هلگه براون و دوروتی بار، رهبری گروه کاری سیاست دیجیتال را بر عهده داشت.

### معاون صدراعظم و وزیر دارایی (۲۰۲۵–تاکنون)
در تاریخ ۳۰ آوریل ۲۰۲۵، کلینگبایل به عنوان معاون صدراعظم و وزیر دارایی بعدی در کابینه فریدریش مرتس اعلام شد. او در ۶ مه ۲۰۲۵ سوگند یاد کرد.

## سایر فعالیت‌ها

### هیئت مدیره شرکت‌ها
- باشگاه فوتبال بایرن مونیخ، عضو هیئت مشاوران (از سال ۲۰۲۲)
- انجمن چاپ و انتشارات آلمان (DDVG)، عضو سابق هیئت نظارت (از سال 2017)[۱۰]
- خدمات شهری مونستر-بیسپینگن، عضو هیئت نظارت (۲۰۰۹–۲۰۱۷)

### نهادهای نظارتی
- آژانس شبکه فدرال برق، گاز، مخابرات، پست و راه‌آهن (BNetzA)، عضو علی‌البدل هیئت مشاوره (۲۰۱۳–۲۰۱۸)

### سازمان‌های غیرانتفاعی
- انجمن تجاری حزب سوسیال دموکرات آلمان، عضو هیئت مشاوره سیاسی (از سال ۲۰۱۸)
- بنیاد سنت باربارا، عضو هیئت امنا[۱۱]
- دموکراسی سیال، عضو هیئت امنا
- جایزه بازی‌های رایانه‌ای آلمان ۲۰۱۷، عضو هیئت داوران
- انجمن فناوری دفاعی آلمان (DWT)، عضو هیئت رئیسه (۲۰۱۳–۲۰۱۷)
- بنیاد سربازان و کهنه سربازان (SVS)، عضو هیئت امنا (۲۰۰۹–۲۰۱۷)
- انجمن رفاه آلمان (SoVD)، عضو
- باشگاه لاینز، عضو

## زندگی شخصی
کلینگ بیل از سال ۲۰۱۹ با لنا سوفی مولر ازدواج کرده است. در سال ۲۰۲۴، مولر پسر این زوج را به دنیا آورد. کلینگبایل در مصاحبه‌ای در سال ۲۰۲۵ فاش کرد که در سال ۲۰۱۴ تحت درمان سرطان دهان قرار گرفته است.
کلینگبایل از هواداران پروپاقرص تیم فوتبال بایرن مونیخ است و در جوانی در یک گروه پانک راک به نام Sleeping Silence فعالیت داشته است.